# Thompson (nazwisko)
Thompson – nazwisko patronimiczne angielskiego i szkockiego pochodzenia, oznaczające son of Thom (pol. syn Tomasza). Thompson jest angielskim tłumaczeniem MacTavish, które z kolei jest zanglicyzowaną wersją goidelskiego MacTamhais. Według 1990 United States Census, nazwisko Thompson było siedemnastym pod względem ilości odnotowanym nazwiskiem w Stanach Zjednoczonych.

## Znani Thompsonowie
- Archie Thompson – australijski piłkarz
- Bill Thompson – amerykański aktor
- Brian Thompson – brytyjski aktor
- Craig Thompson – amerykański scenarzysta i rysownik komiksowy
- Courtney Thompson – amerykańska siatkarka
- Daley Thompson – brytyjski wieloboista; mistrz olimpijski
- David Thompson (1770–1857) – kanadyjski podróżnik
- David Thompson (ur. 1923) – amerykański biskup katolicki
- David Thompson (ur. 1954) – amerykański koszykarz
- David Thompson (1961–2010) – polityk z Barbadosu
- Emma Thompson – angielska aktorka i scenarzystka
- Enrique Thompson – argentyński lekkoatleta
- Ewa Thompson – literaturoznawca
- Hank Thompson – amerykański piosenkarz country
- Hollis Thompson – amerykański koszykarz
- Hunter S. Thompson – amerykański autor książek i dziennikarz
- Ian Reginald Thompson – brytyjski lekkoatleta
- Inga Thompson – amerykańska kolarka szosowa
- Jack Thompson – australijski aktor
- James Thompson (ur. 1974) – brytyjski kierowca wyścigowy.
- James Thompson (ur. 1986) – południowoafrykański wioślarz.
- James Thompson (ur. 1978) – angielski zawodnik mieszanych sztuk walki (MMA).
- James Thompson (1964–2014) – amerykańsko-fiński pisarz powieści kryminalnych
- Jasmine Thompson – brytyjska piosenkarka
- Jana Thompson – amerykańska aktorka i modelka
- Jason Thompson (ur. 1974) – amerykański pisarz, dziennikarz i autor komiksów
- Jason Thompson (ur. 1976) – amerykański aktor telewizyjny i model
- Joshua Thompson – angielski piłkarz
- Ken Thompson – amerykański programista
- Kenan Thompson – amerykański aktor, muzyk i komik
- Klay Thompson – amerykański koszykarz
- Lea Thompson – amerykańska aktorka
- Linda Thompson (ur. 1950) – amerykańska aktorka
- Linda Thompson (ur. 1947) – brytyjska wokalistka
- Max Thompson – kanadyjski kombinator norweski
- Mychal Thompson – amerykański koszykarz
- Oli Thompson – brytyjski zawodnik MMA
- Pauline Davis-Thompson – bahamska sprinterka
- Peter Thompson – angielski piłkarz
- Randall Thompson – amerykański kompozytor
- Richard Thompson (ur. 1949) – brytyjski gitarzysta oraz autor piosenek
- Richard Thompson (ur. 1985) – trynidadzko-tobagijski lekkoatleta, sprinter
- Tessa Thompson – amerykańska aktorka oraz wokalistka
- Trayce Thompson – amerykański baseballista
- Tristan Thompson – amerykański koszykarz